# Malaguti Centro
Il Malaguti Centro è uno scooter a ruote alto prodotto dalla casa motociclistica italiana Malaguti in due generazioni: la prima dal 1992 al 2001 e la seconda dal 2007 al 2011.

## Prima generazione (1992-2001)

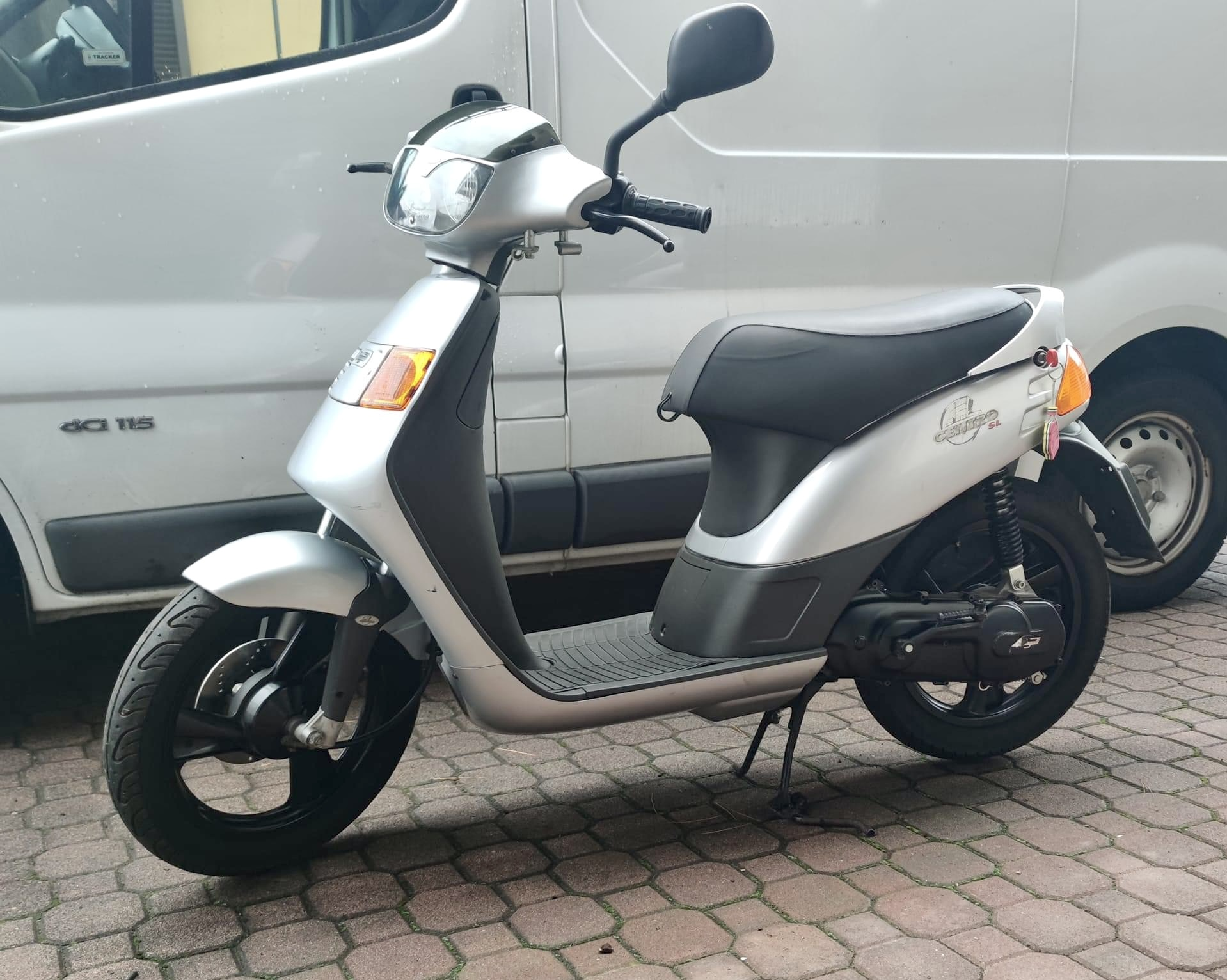
Malaguti Centro 50 SL prima serie

La prima serie debutta nel 1992 ed è il primo scooter a ruote alte prodotto dalla Malaguti e progettato dalla Engines Engineering. Proposto inizialmente in Italia solo con sella monoposto successivamente viene introdotta anche la sella biposto che era già disponibile all'estero.
Il motore era un monocilindrico da 49,2 cm³ a due tempi Minarelli con raffreddamento ad aria, accensione elettronica e cambio automatico a variazione continua con frizione automatica ad espansione centrifuga a secco.
Il telaio era a tubo in acciaio a sezione differenziata con sospensione anteriore a forcella telescopica idraulica dal diametro di 26 mm mentre la posteriore era a motore oscillante con ammortizzatore idraulico a molla elicoidale a passo differenziato.
L’impianto frenante era composto da disco anteriore dal diametro 200 mm con trasmissione idraulica, posteriore a tamburo.
Nel dicembre 1994 debutta il restyling che porta al debutto una nuova strumentazione, nuova mascherina anteriore con nuovi indicatori di direzione e nuove colorazioni per la carrozzeria. Si aggiunge anche la versione di punta SL con dotazione arricchita.
Nel 1999 viene introdotta di serie la marmitta catalitica.
La produzione della prima generazione termina nel 2001.

## Seconda generazione (2007-2011)
Presentato nel maggio del 2007, la seconda generazione del Centro è uno scooter a ruote alte con sella bassa che si inserisce nella fascia media del segmento in diretta concorrenza dei modelli Honda SH, Kymco People S e Piaggio Liberty. Alla presentazione Antonino Malaguti dichiarò che il modello affiancava nei listini i modelli Ciak e Password senza sostituirli. Venne sviluppato in un periodo di 18 mesi in Italia nel centro ricerche di San Lazzaro di Savena mentre il motore, proposto inizialmente nelle cilindrate da 125 e 160 cm³ venne sviluppato congiuntamente da Malaguti, Ducati Energia e l’Università Tongji di Shanghai nell’ambito del programma “Iniezione elettronica”  finanziato dal Ministero dell’Ambiente italiano e dal Ministero dell’Ambiente della Repubblica Popolare Cinese. Di tali propulsori solo il blocco motore viene prodotto in Cina e spedito in Italia dove viene assemblato insieme alle altre componenti di produzione italiana.
Nel settembre del 2008 viene presentato il Centro 50 con motore da 50 cm³ Piaggio quattro tempi omologato Euro 4: tale modello viene introdotto per allargare l’offerta in seguito al buon successo commerciale riscontrato dalle varianti 125 e 160. Il modello 50 possiede delle caratteristiche estetiche differenti rispetto ai modelli di cilindrata più grande ma mantiene l’altezza sella a 780 mm.
Nel gennaio del 2010 debutta la versione di punta SL disponibile con tutte e tre le motorizzazioni; di serie presenta nuove cromature sullo scudo anteriore e sulla fiancata, un nuovo cruscotto dal design più moderno, nuovo coperchio del vano retro scudo in tinta con la carrozzeria e la nuova sella più comoda e con un inserto colorato e marchio stampato. L’allestimento SL  non sostituisce quello base.
La produzione termina nell'aprile del 2011 in seguito alle difficoltà finanziarie della casa madre.